# Омон
Омон (фр. Hautmont) је насељено место у Француској у региону Север-Па д Кале, у департману Север.
По подацима из 2011. године у општини је живело 14.115 становника, а густина насељености је износила 1150,37 становника/km².

## Демографија
| 1962.  | 1968.  | 1975.  | 1982.  | 1990.  | 2011.  |
| ------ | ------ | ------ | ------ | ------ | ------ |
| 18.594 | 17.870 | 19.175 | 18.461 | 17.475 | 14.115 |